# Associazione Del Calcio Di Vicenza 1925-1926
Questa voce raccoglie le informazioni riguardanti l'Associazione del Calcio di Vicenza nelle competizioni ufficiali della stagione 1925-1926.

## Stagione
In questa stagione il Vicenza si piazzò al nono posto nel girone D di Seconda Divisione, con diciotto punti. Retrocedette, ma venne ripescato per effetto della Carta di Viareggio.

## Rosa
| N. |                     | Ruolo | Calciatore             |
| -- | ------------------- | ----- | ---------------------- |
|    | Italia (bandiera)   | P     | Attilio Saccomani      |
|    | Italia (bandiera)   | D     | Bettini                |
|    | Italia (bandiera)   | D     | Bottoni                |
|    | Italia (bandiera)   | D     | Tullio Capraro         |
|    | Ungheria (bandiera) | D     | Egri Ernest Erbestein  |
|    | Italia (bandiera)   | D     | Vittorio Facco         |
|    | Ungheria (bandiera) | D     | Umberto Istvan Horwart |
|    | Italia (bandiera)   | D     | Aldo Masenello         |
|    | Italia (bandiera)   | D     | Merino                 |
|    | Italia (bandiera)   | D     | Felice Montemezzo      |

| N. |                   | Ruolo | Calciatore        |
| -- | ----------------- | ----- | ----------------- |
|    | Italia (bandiera) | D     | Moroni            |
|    | Italia (bandiera) | C     | Mario Beria       |
|    | Italia (bandiera) | C     | Gaetano Griggio   |
|    | Italia (bandiera) | C     | Morini            |
|    | Italia (bandiera) | C     | Mario Zamunaro    |
|    | Italia (bandiera) | A     | Balzi             |
|    | Italia (bandiera) | A     | Ercole Bertolotti |
|    | Italia (bandiera) | A     | Silvio Griggio    |
|    | Italia (bandiera) | A     | Tiberio Morellato |